# Jo Wyatt
Jo Wyatt é uma atriz inglesa. Ela é conhecida por seus papéis em dublagens de vários personagens ficcionais de séries animadas, incluindo Perita em The Octonauts e Little Miss Helpful, Little Miss Naughty, Little Miss Scary e Little Miss Sunshine em The Mr. Men Show, assim como outros personagens de séries britânicas como Daisy Kribotnik em Love Soup, Natella em Bromwell High e Mimi em Guess with Jess. Ela também é conhecida por dar voz a muitos personagens de vários videogames, como a Ciri em The Witcher 3: Wild Hunt, algumas vozes adicionais em Perfect Dark Zero e Dragon Quest VIII, além de narrar o videogams To Leo with Love.

## Vida pregressa
Wyatt foi um dos Minipops originais. Seu pai, Martin Wyatt, foi o produtor. Ela fez um single, "Stupid Cupid", em 1982, e alcançou o primeiro lugar na França. Em 1984, ela substituiu Patsy Kensit como uma nova Luna na segunda temporada da série de ficção científica britânica Luna.
Aos 13 anos, Wyatt ajudou a escrever a letra da música como tema da série infantil de televisão Wide Awake Club para o canal matinal TV-am, com um colega de seu pai, Marlin Wyatt, chamado Colin Frechter fazendo os arranjos da música-tema.
Enquanto ainda era cantora, Wyatt também cantou várias músicas em discos de vinil com os protagonista da série animada Ursinhos Carinhosos emThe Care Bears to the Rescue de 1984 e as primeiras nove músicas da longa série de televisão infantil Thomas & Friends no início dos anos 1990 com os personagens sendo trens antropomórficos como Tom e Laura Penta, Louise Roberts e Victoria Ferrer, quando a série de animação em CGI da década de 1990 estava tendo músicas próprias para cantar pela primeira vez (apenas sete delas foram transformadas em videoclipes, enquanto uma versão inicial de Gone Fishing foi cantada pelo antigo compositor da série, Junior Campbell, que pode ser vista na fita em VHS dos Estados Unidos, do filme Rusty to the Rescue & Other Stories). Vários anos depois, Wyatt continuou cantando várias outras canções de Thomas durante a era clássica das animações, porém crianças diferentes foram usadas em cada série de filmes de Thomas & Friends.
Em 1988, quando adolescente, Wyatt escreveu e forneceu os vocais para a música-tema da série de animação infantil da BBC, Barney, com Frechter também escrevendo as palavras e compondo a música, e alguns membros das ex-Minipops fazendo vocais adicionais para a música. Em 1989, Wyatt cantou uma versão de Downtown, de Petula Clark na coletânea Canzoni da Amare-International.

## Atuação de voz
Wyatt é conhecida por seu papel de voz na série animada infantil Angelina Ballerina e como Lyra em todos os audiolivros de His Dark Materials. Ela também leu o papel de Alice, a protagonista do audiolivro de Alice no País das Maravilhas.
Ela dublou a personagem ficcional Gracie, uma das amigas de Angelina, a rata branca e protagonista da spin-off Angelina Ballerina: The Next Steps. Em Dragon Age II, ela é a voz do protagonista do jogo, Hawke, se o jogador escolher jogar como uma mulher.
Em The Octonauts, ela dá voz à engenheira e inventora Perita, a Coelho. Ela também dublou a personagem Scratch na dublagem americana de Bob, o Construtor, durante os episódios finais da era clássica da série.
Ela também forneceu as dublagens para outros personagens de videogames, incluindo Jennifer no videogame Rule of Rose, a Agente Imperial Feminina no videogame Star Wars: The Old Republic, Alicia em Ni no Kuni, Meyneth em Xenoblade Chronicles e Ciri em The Witcher 3: Wild Hunt.